# EuroNight

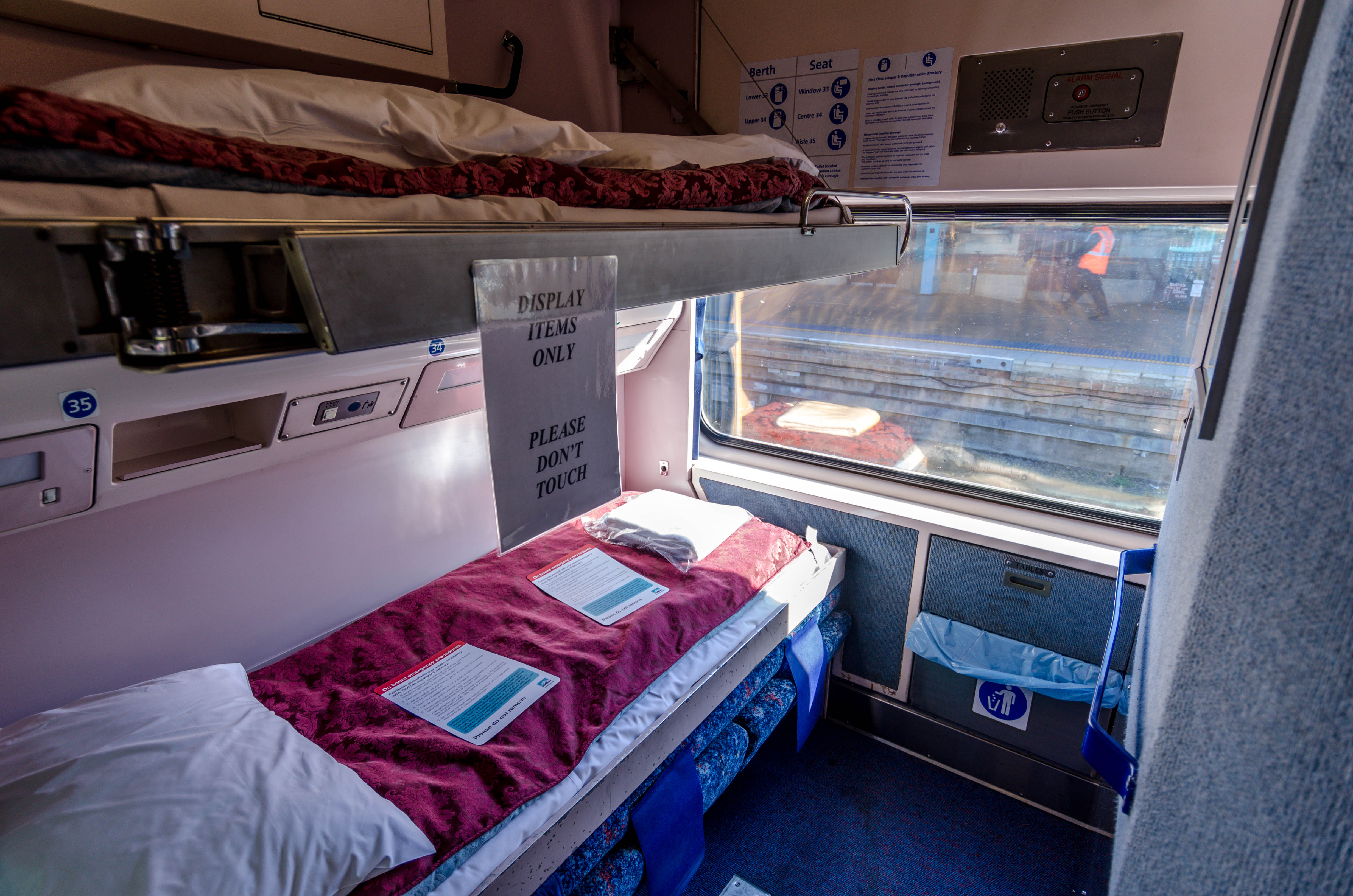
Interiér lůžkového vozu australské společnosti NSW TrainLink

EuroNight je typ komfortního nočního vlaku, jenž spojuje velká nebo hospodářsky významná města v Evropě. Tyto vlaky v době od 22 do 6 hodin zpravidla nezastavují pro výstup a nástup cestujících. Vlaky jsou tvořeny nejmodernějšími spacími vozy a jezdí pouze na hlavních tratích. Průměrná rychlost vlaku je vyšší než 90 km/h.

## Historie

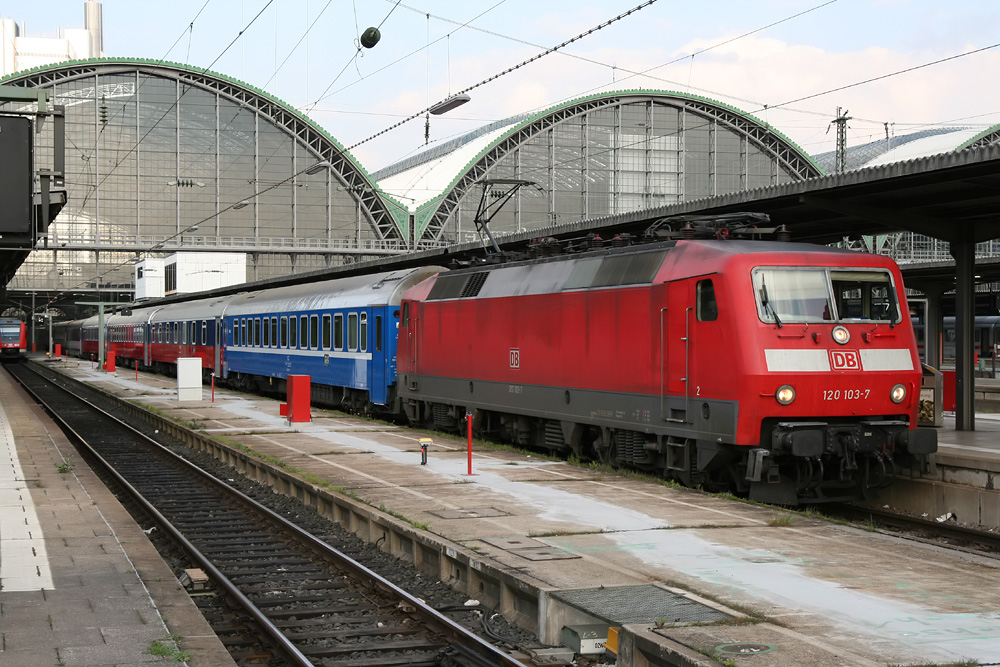
Vlak EN Jan Kiepura ve stanici Frankfurt nad Mohanem

První vlaky s označením EN – EuroNight začaly jezdit ve Velké Británii roku 1975.
První vlaky EN v kontinentální Evropě začaly jezdit v roce 1993, jako noční verze vlaků kategorie EuroCity. Do tohoto roku byly totiž tyto dva produkty spojeny a noční vlaky kategorie EC nesly pouze přídomek „noční“. Pro síť vlaků EuroNight byla vytvořena samostatná kritéria, která lépe vyhovovala nočnímu cestování.

## Řazené vozy

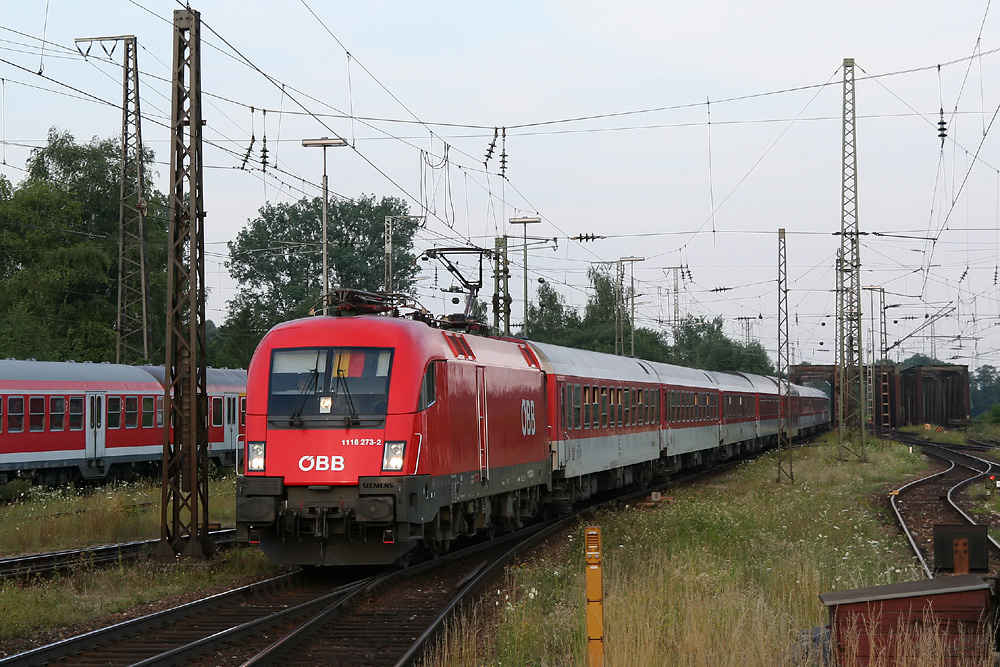
EN 482 Mnichov - Kodaň, v současném jízdním řádu pojmenován Hans Christian Andersen

V první řadě jsou ve vlacích kategorie EuroNight řazeny převážně vozy určené pro spaní. Z hlediska kvality se musí jednat o vozy vybavené klimatizací a také kvalitním sociálním zázemím, které zde musí obsahovat i sprchu, z hlediska rozlišení se jedná o vozy lůžkové a vozy lehátkové. Lůžkové vozy musí splňovat kritéria pro nejnáročnější cestování. V oddílech těchto vozů musí být možné připravit oddíly pro jednoho cestujícího – single, dva cestující – double nebo tři cestující – tourist. U nejdražších oddílů je samozřejmostí, že má samostatnou sprchu a WC, ostatní oddíly mají sprchu a WC společné. Lehátkové vozy potom mají o něco menší komfort, oddíly nabízejí místo i pro více cestujících. Kvalita jednotlivých oddílů je potom promítána do ceny jízdenky. Jednotlivé spací vozy mívají většinou uzamykatelné přechody mezi sebou. Pokud chce kdokoliv projít z vozu do vozu, jsou u přechodů instalovány zvonky, kterými se přivolává doprovodná četa daného spacího vozu.
Vlaky kategorie EuroNight mají dále řazeny také vozy na sezení. Ty jsou většinou pouze 2. třídy, u některých vlaků jsou řazeny i vozy 1. třídy, ale to výjimečně. I u nich by se mělo jednat o vozy komfortní, vybavené klimatizací. U mnoha železničních správ se na vlacích kategorie EuroNight řadí vozy oddílové, jejichž interiér lze upravit sklopením sedaček na improvizovanou velkou postel, rozloženou přes celý oddíl. U velkoprostorových vozů se většinou jedná o polohovatelné sedačky (tzv. sleeperette). U některých vlaků jsou dále řazeny i vozy se služebním oddílem nebo kombinované vozy se služebním oddílem a prostorem na sezení.
Co se týká občerstvení, vlaky kategorie EuroNight vzhledem k tomu, že jedou přes noc, většinou nemají řazeny restaurační vozy. Občerstvení je provedeno pojízdným minibarem. U cestujících v lůžkových vozech bývá navíc občerstvení v podobě snídaně běžně součástí ceny jízdenky. Kvalita snídaně se ale liší podle typu dokladu.

## Kritéria
- spoj zastavuje ve velkých nebo významných evropských městech,
- všechny vozy jsou klimatizované,
- ve vlaku jsou řazeny lůžkové vozy, lehátkové vozy a vozy pro běžné sezení, většinou pouze 2. třídy,
- lůžkové vozy musí mít dostupnou možnost sprchování,
- jídlo a nápoje jsou dostupné přímo ve vlaku, většinou formou minibaru,
- pro cestující v lůžkových vozech v ceně jízdenky započítána i snídaně,
- pro cestující v lůžkových a lehátkových vozech je občerstvení dostupné u vlakového doprovodu,
- pro cestující je zajištěno buzení v jimi určeném čase,
- průvodčí mluví alespoň dvěma jazyky, z nichž jeden musí být angličtina, francouzština, němčina nebo italština
- vlak jede přes noc (začátek jízdy před 22.00 hod., příjezd do cíle po 6.00 hod.).

## Historie vlaků v Česku
V Česku byla k provozu vlaků kategorie EuroNight, oproti například vlakům kategorie EuroCity, poměrně dlouhá cesta, a to hlavně díky tomu, že České dráhy nevlastnily spací vozy, které by odpovídaly kritériím vlaků kategorie EuroNight. Tento stav se změnil až s příchodem rekonstruovaných vozů WLABmee823 v roce 2001 a nových lůžkových vozů WLABmz826 od firmy Siemens v roce 2006.
Na území České republiky byl první pár vlaků kategorie EN, a to Johannes Kepler, zaveden od 10. prosince 2006. Později se počet zvýšil na tři páry: 
- EN 352/353 Johannes Kepler, který spojuje Prahu s Basilejí, přes Drážďany, Lipsko, Frankfurt nad Mohanem a Karlsruhe.
- EN 376/377 Galileo Galilei z Budapešti do Františkových Lázní přes Bratislavu, Brno, Prahu a Plzeň
- EN 378/379 Z Prahy do Berlína přes Děčín a Drážďany. Má přímé vozy do Amsterdamu.

V roce 2011 se v jízdním řádu objevil vlak EN 420/421 WAGON SERVICE travel dopravce Wagon service s. r. o. v trase Praha – Pardubice – Žilina – Poprad-Tatry – Košice, v němž vnitrostátní přeprava mezi Pardubicemi a Prahou měla být vyloučena. Provoz měl být zahájen ode dne vyhlášení, který však nikdy nenastal. 
V roce 2013 byly v jízdním řádu tyto vlaky EN: 
- EN 444/445 Slovakia, Košice – Poprad-Tatry – Žilina – Bohumín – Olomouc – Pardubice – Praha (vnitrostátní doprava vyloučena), dříve s přímými vozy z Moskvy, Petrohradu a Minsku, jeden z moskevských vozů pokračuje s vlakem R606/607 přes Ústí nad Labem do Chebu (EN 444/445 jsou v současné době bez vozů k sezení). V roce 2021 natočil vlog známý YouTube vloger železnice Simply Railway o tomto vlaku trip report (vyšlo 2022).
- EN 476/477 Metropol, Budapest – Štúrovo – Bratislava – Břeclav – Brno – Pardubice – Praha – Ústí nad Labem – Děčín – Dresden – Berlin
- EN 456/457 Phoenix, Praha – Ústí nad Labem – Děčín – Berlin s přímými vozy do Amsterdamu, na německém území pokračuje jako vlak CNL
- EN 459 Canopus, Zürich – Basel – Karlsruhe – Frankfurt - Erfurt – Lepzig – Dresden – Bad Schandau – Děčín – Ústí nad Labem – Praha, na německém území pokračuje jako vlak CNL